# Popeye 2 (videogioco 1991 computer)
Popeye 2 è un videogioco a piattaforme con protagonista Braccio di Ferro, pubblicato nel 1991 per i computer a 8 bit Amstrad CPC, Commodore 64 e ZX Spectrum e nel 1992 per i computer a 16 bit Amiga, Atari ST e MS-DOS dalla Alternative Software, editrice britannica che era specializzata nei titoli a basso costo.
È il seguito di Popeye, uscito nel 1985 solo per gli 8 bit e acquisito dalla Alternative Software per la riedizione economica, ma ha ben poco in comune con il predecessore oltre al protagonista. Popeye 2 venne seguito a sua volta da Popeye 3: WrestleCrazy (1992), un picchiaduro a incontri del tutto differente da entrambi i predecessori. Non ci sono legami con il più noto arcade Popeye del 1982 e con Popeye 2 uscito per Game Boy sempre nel 1991.

## Modalità di gioco
Popeye 2 è un tipico gioco a piattaforme bidimensionale, in parte somigliante al classico Donkey Kong. L'obiettivo di ciascun livello è sempre liberare Olivia che è stata rapita da Bluto e si trova in cima allo scenario, che si sviluppa in verticale e deve essere risalito partendo dal basso. I livelli sono quattro e rappresentano un palazzo in costruzione, l'esterno di un palazzo descritto come "fabbrica di spinaci", gli alberi di una giungla, e il porto, dove si sale sugli alberi di due navi. Gli scenari sono a scorrimento verticale, a scatti di una schermata alla volta nelle versioni 8 bit e graduale nelle versioni 16 bit.
Normalmente Braccio di Ferro può camminare in orizzontale, saltare e arrampicarsi lungo scalette o pali verticali. Mentre salta precipizi e trova la strada su piattaforme con disposizione irregolare, deve evitare il contatto con vari tipi di pericoli, tra cui pesi che cadono dall'alto, palle di fuoco e barili rotolanti, molle saltellanti. Solo quando incontra uno degli sgherri fermi che bloccano il passaggio, e quando incontra Bluto al termine del livello, Braccio di Ferro deve sconfiggere l'avversario dandogli pugni.
Si hanno tre vite, rappresentate da cuoricini che si rimpiccioliscono fino a sparire man mano che Braccio di Ferro subisce colpi. Un'icona del suo braccio rappresenta invece la forza che ha nei combattimenti a pugni; il braccio diventa più muscoloso raccogliendo barattoli di spinaci e deve essere mantenuto carico per poter sconfiggere i nemici.
Altre complicazioni sono date da Poldo che impedisce il passaggio finché non si raccolgono hamburger a sufficienza, Pisellino che deve essere fermato prima che cada da una piattaforma, e le bombe con miccia accesa che devono essere spente prima che esplodano, indipendentemente da quanto siano lontane dal protagonista.